# Supergiant Games
Supergiant Games — американская компания-разработчик компьютерных игр, основанная в 2009 году, базирующейся в Сан-Хосе, штат Калифорния. Основателями компании являются Амир Рао и Гэвин Симон, а настоящее время компания состоит из двенадцати сотрудников в Сан-Хосе и в других местах.
Первая игра компании Bastion получила высокие оценки критиков и заняла позиции в некоторых списках игр года. Впервые игра была показана в 2010 году на Penny Arcade Expo в рамках «десяти независимых разрабатываемых игр».
В марте 2013 года была анонсирована новая игра студии — Transistor, вышедшая 20 мая 2014 года, которая получила положительные отзывы.
20 апреля 2016 года вышел релизный трейлер игры Pyre, вышедшей 25 июля 2017 года, которая получила положительные отзывы.
В 2018 году на ежегодной церемонии награждения игр TGA была анонсирована игра Hades, а также появился ранний доступ, сама игра вышла 17 сентября 2020 года. В декабре 2022 года студия анонсировала сиквел, Hades II. 

## Игры
- Bastion (2011)
- Transistor (2014)
- Pyre (2017)
- Hades (2020)
- Hades II (2024)